# San Casciano dei Bagni
San Casciano dei Bagni là một đô thị ở tỉnh Siena trong vùng Toscana, có cự ly khoảng 110 km về phía đông nam của Florence và khoảng 70 km về phía đông nam của Siena.
San Casciano dei Bagni giáp các đô thị: Abbadia San Salvatore, Acquapendente, Allerona, Cetona, Città della Pieve, Fabro, Piancastagnaio, Proceno, Radicofani, Sarteano.